# Alberto Saichann
Alberto Saichann (Mar del Plata, Argentina, 1946) es un historietista, ilustrador y guionista argentino.
Comenzó a desempeñarse profesionalmente en 1968 en la revista Casco de acero. En 1987 trabajó en la revista Fierro, donde hizo algunas obras unitarias y otras como Río Kid (con guion de Carlos Albiac), El viaje (guion de Ricardo Barreiro) y Bronx, guionada por sí mismo. En 1990 dibujó en Skorpio, donde hizo la historieta Bacteria (con guion de Eduardo Mazzitelli) y otras tiras, también con el mismo guionista. En Skorpio trabajó hasta su cierre, en 1996.
En 1994 publicó en la revista Nippur Magnum, donde realizó la historieta La Flor (guion de Ricardo Ferrari).
Luego continúa trabajando en los Estados Unidos, para Marvel Comics (Punisher: Return to the Big Nothing, Punisher War Zone) y DC Comics (Looney Tunes).